# Donald Angus Cameron of Lochiel
Donald Angus Cameron of Lochiel, CVO, JP, DL (* 2. August 1946; † 20. Oktober 2023 in Lochaber, Schottland) war der 27. Chief des Clans Cameron und von 2002 bis 2021 Lord Lieutenant of Inverness.

## Leben
Er war der älteste Sohn von vier Kindern von Colonel Sir Donald Hamish Cameron of Lochiel, 26th Chief, KT, und seiner Ehefrau Margaret Gathorne-Hardy.
Er wurde in Harrow unterrichtet und studierte anschließend Geschichte am Christ Church, Oxford und schloss das Studium mit einem Master of Arts ab.

## Karriere
Donald Cameron wurde 1966 als Lieutenant in die Queen's Own Cameron Highlanders aufgenommen. Er trat von diesem Posten 1968 zurück. Er machte anschließend eine Ausbildung zum Wirtschaftsprüfer.
1983 blieb Prinz Naruhito (der jetzige Kaiser von Japan) in Achnacarry Castle während einem Ausflug, um Ben Nevis zu besteigen; der Gastgeber war Lochiel.
Nach dem Tod seines Vaters 2004 wurde er zum Chief von Clan Cameron und damit der 27. Chief. Zwischen 1994 und 1996 war er der Präsident der Highland Society of London charity. 1986 wurde er zum Deputy Lieutenant von Inverness-shire ernannt und diente anschließen als Lord Lieutenant von Inverness-shire von 2002 bis 2021. Er hielt das Amt des Justice of the peace für Inverness-shire. Er wurde zum Commander of the Royal Victorian Order (CVO) in den 2018 New Year Honours ernannt.

## Krankheit und Tod
Ab 1985 bis zu seinem Tod litt er an Multipler Sklerose.
Lochiel starb am 20. Oktober 2023, im Alter von 77, im Haus der Familie in Achnacarry. Seinem Sohn der Rt. Hon. Donald Cameron folgte ihm als Clanchief nach.

## Familie
Am 1. Juni 1974 heiratete er Lady Cecil Nennella Therese Kerr, OBE, Tochter von Peter Kerr, 12th Marquess of Lothian, und seiner Ehefrau Antonella Kerr, Marchioness of Lothian in der St. Mary's Cathedral, Edinburgh. Sie haben vier Kinder:
- Catherine Mary Cameron (* 1. März 1975) ⚭ Henry Trotter. Ihr Pate ist König Charles III. und sie war eine der Brautjungfern von Diana, Princess of Wales.[12]
- Donald Andrew John Cameron, Baron Cameron of Lochiel (* 26. November 1976) ⚭ Sarah MacIay, ein Nachkomme der Barons MacIay.
- Lucy Margot Therese Cameron (* 5. Juli 1980) ⚭ Lt.-Col. Richard Maundrell. Ihre Patin ist Anne, Princess Royal.
- Emily Frances Cameron (* 18. Januar 1986)